# Giro d'Italia 1952
Il Giro d'Italia 1952, trentacinquesima edizione della "Corsa Rosa", si svolse in venti tappe dal 17 maggio all'8 giugno 1952, per un percorso totale di 3 964 km e fu vinto da Fausto Coppi in 114h36'43" alla media oraria di 34,586 km/h. Secondo e terzo si classificarono 
Fiorenzo Magni e lo svizzero Ferdinand Kübler.
Coppi, all'apice della carriera, dominò la corsa giungendo a Milano con più di 9 minuti di vantaggio su Magni. Il giro fu segnato dalla morte del corridore padovano Orfeo Ponzin, che durante la quarta tappa finì contro un albero mentre stava affrontando una curva.

## Tappe
| Tappa  | Data      | Percorso                                 | km    | Vincitore di tappa  | Leader cl. generale |
| ------ | --------- | ---------------------------------------- | ----- | ------------------- | ------------------- |
| 1ª     | 17 maggio | Milano > Bologna                         | 217   | Giorgio Albani      | Giorgio Albani      |
| 2ª     | 18 maggio | Bologna > Montecatini Terme              | 197   | Angelo Conterno     | Angelo Conterno     |
| 3ª     | 19 maggio | Montecatini Terme > Siena                | 205   | Antonio Bevilacqua  | Nino Defilippis     |
| 4ª     | 20 maggio | Siena > Roma                             | 250   | Désiré Keteleer     | Nino Defilippis     |
|        | 21 maggio | giorno di riposo                         |       |                     |                     |
| 5ª     | 22 maggio | Roma > Rocca di Papa (cron. individuale) | 35    | Fausto Coppi        | Giancarlo Astrua    |
| 6ª     | 23 maggio | Roma > Napoli                            | 238   | Rik Van Steenbergen | Giancarlo Astrua    |
| 7ª     | 24 maggio | Napoli > Roccaraso                       | 140   | Giorgio Albani      | Giancarlo Astrua    |
| 8ª     | 25 maggio | Roccaraso > Ancona                       | 224   | Rino Benedetti      | Giancarlo Astrua    |
| 9ª     | 26 maggio | Ancona > Riccione                        | 250   | Rik Van Steenbergen | Giancarlo Astrua    |
| 10ª    | 27 maggio | Riccione > Venezia                       | 285   | Rik Van Steenbergen | Fausto Coppi        |
|        | 28 maggio | giorno di riposo                         |       |                     |                     |
| 11ª    | 29 maggio | Venezia > Bolzano                        | 276   | Fausto Coppi        | Fausto Coppi        |
| 12ª    | 30 maggio | Bolzano > Bergamo                        | 226   | Oreste Conte        | Fausto Coppi        |
| 13ª    | 31 maggio | Bergamo > Como                           | 143   | Alfredo Pasotti     | Fausto Coppi        |
| 14ª    | 1º giugno | Erba > Como (cron. individuale)          | 65    | Fausto Coppi        | Fausto Coppi        |
| 15ª    | 2 giugno  | Como > Genova                            | 247   | Giuseppe Minardi    | Fausto Coppi        |
| 16ª    | 3 giugno  | Genova > Sanremo                         | 141   | Annibale Brasola    | Fausto Coppi        |
|        | 4 giugno  | giorno di riposo                         |       |                     |                     |
| 17ª    | 5 giugno  | Sanremo > Cuneo                          | 190   | Nino Defilippis     | Fausto Coppi        |
| 18ª    | 6 giugno  | Cuneo > Saint-Vincent                    | 190   | Pasquale Fornara    | Fausto Coppi        |
| 19ª    | 7 giugno  | Saint-Vincent > Verbania                 | 298   | Fritz Schär         | Fausto Coppi        |
| 20ª    | 8 giugno  | Verbania > Milano                        | 147   | Antonio Bevilacqua  | Fausto Coppi        |
| Totale | Totale    | Totale                                   | 3 964 |                     |                     |

## Squadre e corridori partecipanti
| N.    | Cod. | Squadra  |
| ----- | ---- | -------- |
| 1-7   | GAN  | Ganna    |
| 8-14  | BAR  | Bartali  |
| 15-21 | LEG  | Legnano  |
| 22-28 | ATA  | Atala    |
| 29-35 | GAR  | Garin    |
| 36-42 | BEN  | Benotto  |
| 43-49 | FIO  | Fiorelli |
| 50-56 | FRE  | Fréjus   |

| N.      | Cod. | Squadra    |
| ------- | ---- | ---------- |
| 57-63   | GUE  | Guerra     |
| 64-70   | ARB  | Arbos      |
| 78-84   | WEL  | Welter     |
| 85-91   | NIL  | Nilux      |
| 92-98   | BIA  | Bianchi    |
| 99-105  | GIR  | Girardengo |
| 106-112 | BOT  | Bottecchia |
| 113-119 | TOR  | Torpado    |

## Classifiche finali

### Classifica generale - Maglia rosa
| Pos. | Corridore         | Squadra    | Tempo      |
| ---- | ----------------- | ---------- | ---------- |
| 1    | Fausto Coppi      | Bianchi    | 114h36'43" |
| 2    | Fiorenzo Magni    | Ganna      | a 9'18"    |
| 3    | Ferdi Kübler      | Fiorelli   | a 9'24"    |
| 4    | Donato Zampini    | Benotto    | a 10'29"   |
| 5    | Gino Bartali      | Bartali    | a 10'33"   |
| 6    | Stan Ockers       | Girardengo | a 10'58"   |
| 7    | Giancarlo Astrua  | Atala      | a 14'30"   |
| 8    | Hugo Koblet       | Guerra     | a 14'38"   |
| 9    | Raphaël Géminiani | Bianchi    | a 16'44"   |
| 10   | Giorgio Albani    | Legnano    | a 18'14"   |

### Classifica scalatori
| Pos. | Corridore         | Squadra | Punti |
| ---- | ----------------- | ------- | ----- |
| 1    | Raphaël Géminiani | Bianchi | ?     |
| 2    | Fausto Coppi      | Bianchi | ?     |
| 3    | Gino Bartali      | Bianchi | ?     |